# Kościół św. Barbary w Bytomiu
Kościół św. Barbary w Bytomiu – neoromański kościół wzniesiony w latach 1928–1930 przy ul. Stefana Czarnieckiego w Bytomiu, podlegający rzymskokatolickiej parafii św. Barbary w Bytomiu.

## Historia

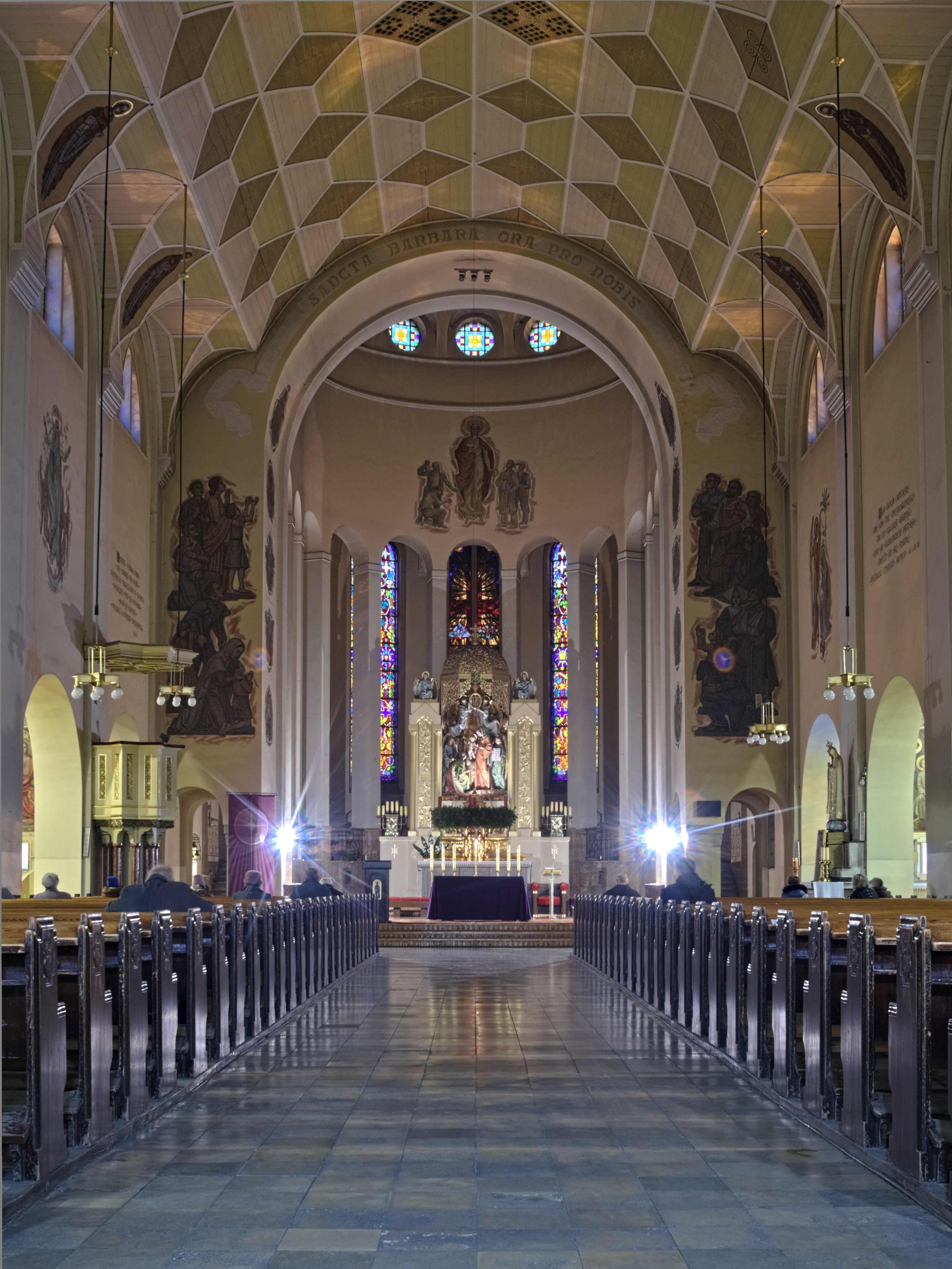
Nawa główna świątyni (2019)

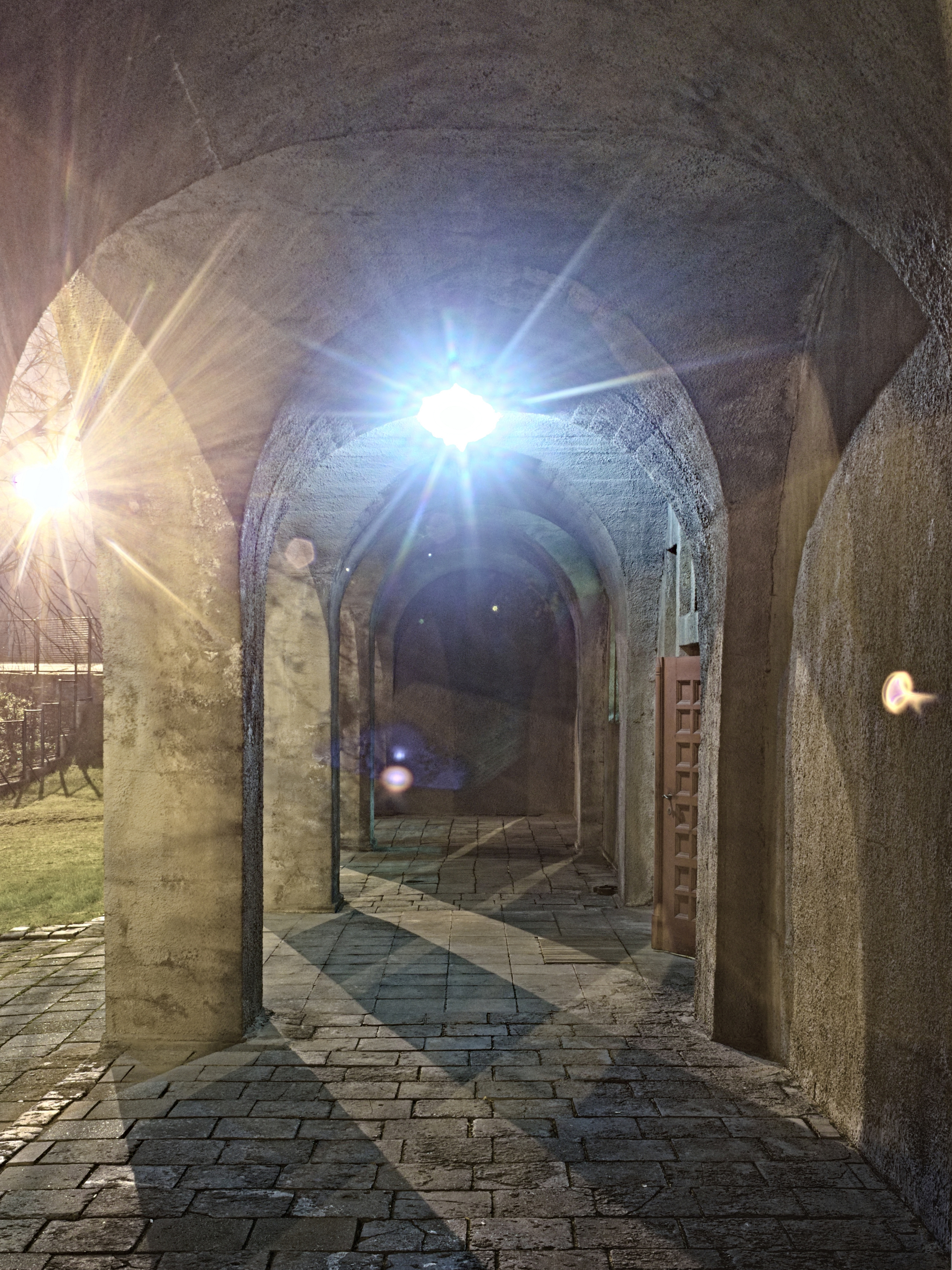
Arkady przy wejściu do dolnego kościoła (2019)

Inspiratorem i realizatorem planów budowy był ówczesny proboszcz parafii Wniebowzięcia Najświętszej Maryi Panny ks. Józef Niestrój. Kościół został wybudowany w latach 1928-1929 na błotnistym terenie, który osuszono. Kierownikiem budowy został bytomski architekt Teodor Ehl realizując projekt Arthura Kicktona.
Kościół konsekrowany 10 maja 1931 r. przez kard. Adolfa Bertrama, ofiarodawcę ołtarza głównego. W 1937 r. wybudowany został budynek plebanii. Wystrój malarski kościoła po II wojnie światowej opracowała Stanisława Boczarowska, został on zamalowany na początku lat 80. XX wieku. Na początku lat 90. XX w. odnowiono elewację zewnętrzną kościoła.

## Wyposażenie
Ołtarz główny wykonany został w drewnie przez rzeźbiarza Schreinera z Monachium, natomiast ołtarze boczne wykonał Anton Fogel. W kościele znajdują się 65-głosowe organy z czterema manuałami. Są to największe organy w diecezji gliwickiej i jedne z największych na Górnym Śląsku Zostały wybudowane przez niemiecki zakład Carla Berschdorfa z Nysy.
Dzwony nazywane ze względu na ich brzmienie „ozdobą Bytomia”, zostały zarekwirowane przez władze hitlerowskie. Z pięciu z nich ostał się jedynie jeden, najmniejszy.